# ビュースタイルズエンターテイメント
株式会社ビュースタイルズエンターテイメント（英称：ViewStyles Entertainment）は、日本の芸能プロダクション。

## 概要
AV女優のマネジメントを手掛けている。

## 所属していたモデル
- 青山ゆい
- 風間ゆみ
- 坂上友香
- 水元ゆうな
- 妃乃ひかり
- 平井七菜子